# Olympische Sommerspiele 2016/Teilnehmer (Panama)
| Gelbes Symbol für Goldmedaillen mit stilisierten Olympischen Ringen | Graues Symbol für Silbermedaillen mit stilisierten Olympischen Ringen | Braundes Symbol für Bronzemedaillen mit stilisierten Olympischen Ringen |
| ------------------------------------------------------------------- | --------------------------------------------------------------------- | ----------------------------------------------------------------------- |
| —                                                                   | —                                                                     | —                                                                       |

Panama nahm an den Olympischen Spielen 2016 in Rio de Janeiro teil. Es war die insgesamt 17. Teilnahme an Olympischen Sommerspielen. Das Comité Olímpico de Panamá nominierte zehn Athleten in sieben Sportarten.
Fahnenträger bei der Eröffnungsfeier war der Sprinter Alonso Edward.

## Teilnehmer nach Sportarten

### Boxen
| Athleten      | Wettbewerb              | 1. Runde         | 1. Runde | Achtelfinale  | Achtelfinale  | Viertelfinale | Viertelfinale | Halbfinale    | Halbfinale    | Finale        | Finale        | Rang          |
| Athleten      | Wettbewerb              | Gegner           | Ergebnis | Gegner        | Ergebnis      | Gegner        | Ergebnis      | Gegner        | Ergebnis      | Gegner        | Ergebnis      | Rang          |
| ------------- | ----------------------- | ---------------- | -------- | ------------- | ------------- | ------------- | ------------- | ------------- | ------------- | ------------- | ------------- | ------------- |
| Frauen        |                         |                  |          |               |               |               |               |               |               |               |               |               |
| Atheyna Bylon | Mittelgewicht bis 75 kg | Andreia Bandeira | 1:2      | ausgeschieden | ausgeschieden | ausgeschieden | ausgeschieden | ausgeschieden | ausgeschieden | ausgeschieden | ausgeschieden | ausgeschieden |

### Fechten
| Athleten      | Wettbewerb   | 1. Runde   | 1. Runde | 2. Runde       | 2. Runde | Achtelfinale  | Achtelfinale  | Viertelfinale | Viertelfinale | Halbfinale / Klassifikation | Halbfinale / Klassifikation | Finale / Platzierung | Finale / Platzierung | Rang          |
| Athleten      | Wettbewerb   | Gegner     | Ergebnis | Gegner         | Ergebnis | Gegner        | Ergebnis      | Gegner        | Ergebnis      | Gegner                      | Ergebnis                    | Gegner               | Ergebnis             | Rang          |
| ------------- | ------------ | ---------- | -------- | -------------- | -------- | ------------- | ------------- | ------------- | ------------- | --------------------------- | --------------------------- | -------------------- | -------------------- | ------------- |
| Frauen        |              |            |          |                |          |               |               |               |               |                             |                             |                      |                      |               |
| Eileen Grench | Säbel Einzel | Chika Aoki | 15:5     | Mariel Zagunis | 4:15     | ausgeschieden | ausgeschieden | ausgeschieden | ausgeschieden | ausgeschieden               | ausgeschieden               | ausgeschieden        | ausgeschieden        | ausgeschieden |

### Leichtathletik
Laufen und Gehen 
| Athleten           | Wettbewerb   | Runde 1 | Runde 1 | Halbfinale    | Halbfinale    | Finale        | Finale        | Rang |
| Athleten           | Wettbewerb   | Zeit    | Rang    | Zeit          | Rang          | Zeit          | Rang          | Rang |
| ------------------ | ------------ | ------- | ------- | ------------- | ------------- | ------------- | ------------- | ---- |
| Frauen             |              |         |         |               |               |               |               |      |
| Yvette Lewis       | 100 m Hürden | 13,35 s | 42      | ausgeschieden | ausgeschieden | ausgeschieden | ausgeschieden | 42   |
| Männer             |              |         |         |               |               |               |               |      |
| Alonso Edward      | 200 m        | 20,19 s | 6       | 20,07 s       | 5             | 20,23 s       | 7             | 7    |
| Jorge Castelblanco | Marathon     | –       | –       | –             | –             | 2:39:25 h     | 135           | 135  |

### Schießen
| Athleten            | Wettbewerb             | Qualifikation   | Qualifikation | Finale          | Finale        | Ringe/ Scheiben | Rang |
| Athleten            | Wettbewerb             | Ringe/ Scheiben | Rang          | Ringe/ Scheiben | Rang          | Ringe/ Scheiben | Rang |
| ------------------- | ---------------------- | --------------- | ------------- | --------------- | ------------- | --------------- | ---- |
| Männer              |                        |                 |               |                 |               |                 |      |
| David Muñoz Hidalgo | Luftpistole 10 Meter   | 563-15x         | 46            | ausgeschieden   | ausgeschieden | 563             | 46   |
| David Muñoz Hidalgo | Freie Pistole 50 Meter | 528-9x          | 40            | ausgeschieden   | ausgeschieden | 528             | 40   |

### Schwimmen
| Athleten     | Wettbewerb          | Vorlauf     | Vorlauf | Halbfinale    | Halbfinale    | Finale        | Finale        | Rang |
| Athleten     | Wettbewerb          | Zeit        | Rang    | Zeit          | Rang          | Zeit          | Rang          | Rang |
| ------------ | ------------------- | ----------- | ------- | ------------- | ------------- | ------------- | ------------- | ---- |
| Frauen       |                     |             |         |               |               |               |               |      |
| María Far    | 200 m Schmetterling | 2:23,89 min | 27      | ausgeschieden | ausgeschieden | ausgeschieden | ausgeschieden | 27   |
| Männer       |                     |             |         |               |               |               |               |      |
| Édgar Crespo | 100 m Brust         | 1:02,78 min | 41      | ausgeschieden | ausgeschieden | ausgeschieden | ausgeschieden | 41   |

### Taekwondo
| Athleten          | Wettbewerb       | Achtelfinale    | Achtelfinale | Viertelfinale | Viertelfinale | Hoffnungsrunde Halbfinale | Hoffnungsrunde Halbfinale | Halbfinale    | Halbfinale    | Hoffnungsrunde Finale | Hoffnungsrunde Finale | Finale        | Finale        | Rang          |
| Athleten          | Wettbewerb       | Gegner          | Ergebnis     | Gegner        | Ergebnis      | Gegner                    | Ergebnis                  | Gegner        | Ergebnis      | Gegner                | Ergebnis              | Gegner        | Ergebnis      | Rang          |
| ----------------- | ---------------- | --------------- | ------------ | ------------- | ------------- | ------------------------- | ------------------------- | ------------- | ------------- | --------------------- | --------------------- | ------------- | ------------- | ------------- |
| Frauen            |                  |                 |              |               |               |                           |                           |               |               |                       |                       |               |               |               |
| Carolena Carstens | Klasse bis 57 kg | Raheleh Asemani | 1:13         | ausgeschieden | ausgeschieden | ausgeschieden             | ausgeschieden             | ausgeschieden | ausgeschieden | ausgeschieden         | ausgeschieden         | ausgeschieden | ausgeschieden | ausgeschieden |

### Turnen

#### Gerätturnen
| Athleten       | Wettbewerb       | Qualifikation | Qualifikation | Finale        | Finale        | Rang |
| Athleten       | Wettbewerb       | Punkte        | Rang          | Punkte        | Rang          | Rang |
| -------------- | ---------------- | ------------- | ------------- | ------------- | ------------- | ---- |
| Frauen         |                  |               |               |               |               |      |
| Isabella Amado | Sprung           | 13,900        | 63            | ausgeschieden | ausgeschieden | 63   |
| Isabella Amado | Stufenbarren     | 12,733        | 66            | ausgeschieden | ausgeschieden | 66   |
| Isabella Amado | Schwebebalken    | 13,333        | 49            | ausgeschieden | ausgeschieden | 49   |
| Isabella Amado | Boden            | 12,866        | 63            | ausgeschieden | ausgeschieden | 63   |
| Isabella Amado | Mehrkampf Einzel | 52,832        | 44            | ausgeschieden | ausgeschieden | 44   |